# Alston Householder
Alston Householder   (Rockford, 5 de maig de 1904 - Malibu, 4 de juliol de 1993) va ser un matemàtic estatunidenc.
Householder va passar la seva infantesa a Alabama on s'havia traslladat la família poc després del seu naixement. Va tornar a Illinois per cabaar els estudis secundaris i ingressar a la universitat Northwestern en la qual es va graduar en filosofia el 1925. A continuació va fer el màster en filosofia a la universitat Cornell (1927). Els deu anys següents, mentre feia de professor a diferents escoles, va estar preparant la tesi doctoral que va defensar a la universitat de Chicago el 1937, aquesta vegada ja de matemàtiques, i dirigida per Gilbert Bliss. A continuació es va quedar a la universitat de Chicago on va formar part del Comité de Biologia Matemàtica, dirigit per Nicolas Rashevsky i que, aleshores, era un camp poc desenvolupat, i en el que va fer importants aportacions. Va deixar el Comité el 1944 per unir-se a l'esforç de guerra i el 1946 va ser contractat pel Laboratori Nacional d'Oak Ridge on va canviar l'orientació del seu treball de recerca per enfocar-se cap a l'anàlisi numèrica. En retirar-se el 1969 del Laboratori, va ser professor durant uns anys a la universitat de Tennessee a Knoxville, fins que el 1974 es va retirar a viure a Malibu on va morir el 1993.
El 1951, Householder va formalitzar el concepte de "descomposició" per als còmputs matricials. També se li deu a ell el mètode de Householder, basat en la transformació de Householder i les matrius de Hpuseholder, que son a la base de l'algorisme QR. El 1953 va participar en la construcció de la computadora ORACLE (Oak Ridge Automatic Computer and Logic Engine), que, en aquell moment, va ser la més potent del món.